# 亚历山德拉·巴宾采娃
亚历山德拉·伊万诺芙娜·巴宾采娃（俄語：Александра Ивановна Бабинцева，1993年2月4日—），俄罗斯女子柔道运动员，2013年夏季世界大学生运动会女子团体铜牌得主、2015年夏季世界大学生运动会女子公开级和女子团体铜牌得主、2017年夏季世界大学生运动会女子78公斤级和女子团体铜牌得主。